# 鍾溥敏
鍾溥敏（英語：Mandy Chung Po Man，1985年5月4日—）香港女演員及主持、跨媒體創作人，《2009年度香港小姐競選》最佳首飾演繹獎，其後曾任無綫電視體育資訊節目《體育世界》及香港有線電視體育節目《球彩台》主持，記者、廣告及公關傳訊工作，至2016年開始參與電影演出。

## 簡歷
鍾溥敏小學時就讀於馬頭涌官立小學，中學時期就讀於華英中學。2009年於香港樹仁大學新聞與傳理學系學士畢業，曾加入無綫新聞實習。 
大學活躍於劇社，曾參與多套舞台劇幕前及幕後工作，參演的基本法舞台劇比賽獲得公開組冠軍，為大專學界羽毛球隊隊員及足球隊隊員。
2016年於蘋果日報擔任副刊果籽記者，期間修讀香港大學社會科學學系碩士，並於2018年畢業。

## 影視作品

### 電影
女演員：
- 《誤判》飾 律政檢控官
- 《贖夢》飾 社工
- 《金手指》飾 美景地產女職員
- 《暗殺風暴（死亡通知單）》飾 專案小組成員
- 《梅艷芳 (電影)》飾 酒樓侍應
- 《被消失的凶案》飾 政府律師
- 《殘影空間》飾 警員
- 《斷網》飾 新聞主播
- 《邊緣行者》飾 法庭書記
- 《電子靈》飾 新聞主播
- 《媽的星寵兒（阿媽有咗有第二個）》飾 歌迷
- 《拆彈專家2》飾 港鐵職員
- 《使徒行者2：諜影行動》飾 新聞主播
- 《掃毒2天地對決》飾 鄒文鳳助手
- 《無雙 (電影)》飾 刑事情報科警員
- 《P風暴》飾 廖雨萍醫院同事
- 《L風暴》飾 信用卡中心職員
- 《原諒他77次》飾 律師樓職員
- 《藍天白雲》飾 記者

### 電視劇
- 《三命》飾 護士
- 《執法者們》飾 海關陳靜宜
- 《太陽星辰 (電視劇)》飾 社會福利署高級主任，1993年孤兒院社工
- 《大誠實家》飾 Walter之妻
- 《出發2022》《轉型》飾 記者
- 《守護神之保險調查》飾 社工鍾姑娘
- 《飛虎之潛行極戰》飾 警員

### 微電影
- 《Last Seen》
- 《我生活在一個荒謬的城市》
- 《驚蟄》
- 《LOVE》
- 《Killer》(鮮浪潮電影）

### 廣告
| 年份 | 品牌                                      |
| ---- | ----------------------------------------- |
| 2023 | ICAC 廉政公署                             |
| 2022 | SATAMI active wear「輕Keng運動企劃」      |
| 2021 | GOGOX                                     |
| 2019 | Adidas Badminton                          |
| 2018 | World of Hyatt                            |
| 2018 | Nestle 雀巢乳酪「終於有種零食可以日日食」 |
| 2018 | OSIM 「8變小天后」                        |
| 2018 | ICBC 工銀亞洲                             |
| 2018 | Adidas Badminton                          |
| 2017 | MPFA 積金局「預設投資 DIS」               |
| 2017 | Guerlain 嬌蘭                             |
| 2017 | 香港海關「汽車首次登記稅」                |
| 2017 | 米蘭站「發達太太」                        |
| 2016 | Mitsubishi Electric 三菱電器              |
| 2016 | China Life 中國人壽                       |
| 2015 | Cica-Care 疤痕敵                          |
| 2015 | HSBC 匯豐銀行                             |
| 2015 | MPFA 積金局「積金守法 僱主有責」          |
| 2015 | OLAY HK 玉蘭油                            |
| 2015 | KFC 肯德基                                |
| 2015 | Hong Kong Broadband 香港寬頻              |
| 2015 | 草姬蟲草CS4                               |
| 2014 | Mira Place 購物指南                       |
| 2010 | 壹傳媒「飲食男女」                        |

## 電視節目
- 2013-2015年：無綫電視《體育世界》節目主持
- 2012-2013年：香港有線電視《球彩台》節目主持
- 2012-2013年：香港有線電視《歐聯熱話》嘉賓主持
- 2012-2013年：香港有線電視《百萬人的世界盃》嘉賓主持
- 2009年：無綫電視《2009年度香港小姐競選》
- 2009年：無綫電視《美麗告白》
- 2009年：無綫電視《美麗體驗北海道》
- 2009年：無綫電視《當香港小姐遇上香港先生》

## 傳媒工作
曾任無綫新聞港聞實習記者，其後任蘋果日報 (香港)果籽副刊記者，於香港樹仁大學《新傳網》擔任節目監製、記者、主持工作，於東方日報太陽報撰寫體育專欄、於信報合寫香港文化專欄，涉獵廣告內容創作等幕後工作。

## 外部連結
- 鍾溥敏在互联网电影资料库（IMDb）上的資料（英文）
- 豆瓣電影
- 鍾溥敏在香港影庫上的簡介
- 鍾溥敏的Facebook專頁
- 鍾溥敏的Instagram帳戶
- YouTube上的鍾溥敏頻道
- 2009年度香港小姐競選網頁